# Universidad Santiago de Cali
Universidad Santiago de Cali är ett universitet i Colombia.   Det ligger i kommunen Cali och departementet Valle del Cauca, i den västra delen av landet, 300 km väster om huvudstaden Bogotá.